# غريغوري كينغ
غريغوري كينغ (بالإنجليزية: Gregory King)‏ (و. 1648 – 1712 م) هو اقتصادي، ورياضياتي، وعالم إحصاء، ونَسَّاب من مملكة بريطانيا العظمى، توفي في مدريد، عن عمر يناهز 64 عاماً.

## روابط خارجية
- غريغوري كينغ على موقع الموسوعة البريطانية (الإنجليزية)